# 논산시장 선거
논산시장 선거는 충청남도 논산시의 시장을 선출하는 선거이다.

## 역대 민선 논산군수·논산시장

### 역대 민선 논산군수
| 선거   | 정당 | 정당         | 군수   |
| ------ | ---- | ------------ | ------ |
| 1995년 |      | 자유민주연합 | 전일순 |

### 역대 민선 논산시장
| 선거   | 정당 | 정당           | 시장   |
| ------ | ---- | -------------- | ------ |
| 1998년 |      | 국민신당       | 전일순 |
| 2001년 |      | 자유민주연합   | 임성규 |
| 2002년 |      | 자유민주연합   | 임성규 |
| 2006년 |      | 국민중심당     | 임성규 |
| 2010년 |      | 민주당         | 황명선 |
| 2014년 |      | 새정치민주연합 | 황명선 |
| 2018년 |      | 더불어민주당   | 황명선 |
| 2022년 |      | 국민의힘       | 백성현 |

## 역대 선거 결과

### 제1회 전국동시지방선거
|  | 67.81% |

|  | 32.18% |

### 제2회 전국동시지방선거
|  | 36.46% |

|  | 35.26% |

|  | 22.45% |

|  | 5.81% |

### 2001년 대한민국 재보궐선거
전일순 시장의 시장직 상실로 인해 치러진 2001년 대한민국 재보궐선거에서 자유민주연합 임성규 후보가 당선되었다.

### 제3회 전국동시지방선거
|  | 72.32% |

|  | 27.67% |

### 제4회 전국동시지방선거
|  | 51.05% |

|  | 24.68% |

|  | 18.85% |

|  | 5.41% |

### 제5회 전국동시지방선거
|  | 42.42% |

|  | 34.82% |

|  | 22.74% |

### 제6회 전국동시지방선거
|  | 54.03% |

|  | 45.96% |

### 제7회 전국동시지방선거
|  | 50.60% |

|  | 45.46% |

|  | 3.92% |

### 제8회 전국동시지방선거
|  | 64.34% |

|  | 35.65% |